# Dorcaschema cinereum
Dorcaschema cinereum är en skalbaggsart som först beskrevs av Olivier 1795.  Dorcaschema cinereum ingår i släktet Dorcaschema och familjen långhorningar. Inga underarter finns listade i Catalogue of Life.